# کارلا یوری
کارلا یوری (آلمانی: Carla Juri؛ زادهٔ ۲ ژانویهٔ ۱۹۸۵) یک هنرپیشه اهل سوئیس است.
از فیلم‌ها یا برنامه‌های تلویزیونی که وی در آن نقش داشته‌است می‌توان به بلید رانر ۲۰۴۹، تالاب و بریمستون اشاره کرد.